# 大果五加属
大果五加属（学名：Diplopanax）是山茱萸科下的一个属，为无刺乔木植物。该属仅有大果五加（Diplopanax stachyanthus）一种，分布于中国广西、广东、湖南、云南。